# Rhinella acrolopha
Rhinella acrolopha és una especie de gripau de la família dels bufònids. Va ser descrit com Rhamphophryne acrolopha per Linda Trueb el 1971 i reclassificat en el gènere Rhinella el 2007 per Chaparro et alii.
Es tracta d'un habitant terrestre tant de les terres baixes humides com dels boscos de muntanya inferior, però no se'n coneix d'hàbitats secundaris. Prefereix zones properes a rierols. Durant el dia, s'estan enmig de la fullaraca del sòl del bosc, i a la nit ocupen fulles de vegetació fins a 0,5 m sobre el sòl. No se sap com es reprodueixen però podria ser per desenvolupament directe si és com altres membres del gènere. Es van observar femelles gràvides els mesos de febrer, març i juliol.

## Distribució
Viu a la Serranía del Darién a Panamà i la zona fronterera amb Colòmbia (Parc Nacional Los Katíos) a 1410–1480 m d'altitud.
Segons la Llista Vermella de la UICN és en perill. La majoria de les subpoblacions conegudes s'estan a àrees protegides. Fora d'aquestes zones són amenaçades per la desforestació per l'agricultura. A més, el cultiu de drogues amb molts agroquímicsaugmenten al Cerro Tacarcuna. La fumigació de cultius il·legals amb glifosat és un altre risc. La subpoblació de Panamà és remota i actualment no amenaçada.